# Championnats du monde de cyclo-cross 1978
Navigation
Édition précédente Édition suivante
Les championnats du monde de cyclo-cross 1978 ont lieu le 22 janvier 1978 à Amorebieta-Etxano en Espagne. Deux épreuves masculines sont au programme.

## Podiums
| Épreuves | Or             | Argent             | Bronze              |
| -------- | -------------- | ------------------ | ------------------- |
| Élites   | Albert Zweifel | Peter Frischknecht | Klaus-Peter Thaler  |
| Amateurs | Roland Liboton | Gilles Blaser      | Karl-Heinz Helbling |

## Résultats

### Classement des élites
| Pos. | Cycliste            | Pays                 | Temps           |
| ---- | ------------------- | -------------------- | --------------- |
|      | Albert Zweifel      | Suisse               | 1 h 07 min 21 s |
|      | Peter Frischknecht  | Suisse               | + 0:54          |
|      | Klaus-Peter Thaler  | Allemagne de l'Ouest | + 2:32          |
| 4    | Willy Lienhard      | Suisse               | + 4:52          |
| 5    | Marc De Block       | Belgique             | + 5:48          |
| 6    | Erwin Lienhard      | Suisse               | + 6:06          |
| 7    | Richard Steiner     | Suisse               | + 6:17          |
| 8    | Eric Desruelle      | Belgique             | + 7:04          |
| 9    | Gertie Wildeboer    | Pays-Bas             | + 8:23          |
| 10   | Cees van der Wereld | Pays-Bas             | + 8:48          |

### Classement des amateurs
| Pos. | Cycliste            | Pays            | Temps           |
| ---- | ------------------- | --------------- | --------------- |
|      | Roland Liboton      | Belgique        | 1 h 02 min 32 s |
|      | Gilles Blaser       | Suisse          | + 0:21          |
|      | Karl-Heinz Helbling | Suisse          | + 0:30          |
| 4    | Hennie Stamsnijder  | Pays-Bas        | + 1:18          |
| 5    | Vito Di Tano        | Italie          | + 1:37          |
| 6    | Jean-Yves Plaisance | France          | + 1:54          |
| 7    | Andrzej Mąkowski    | Pologne         | + 2:04          |
| 8    | Alex Gérardin       | France          | + 2:17          |
| 9    | Miloš Fišera        | Tchécoslovaquie | + 2:22          |
| 10   | Franco Vagneur      | Italie          | + 2:22          |

## Tableau des médailles
| Rang | Nation               | Or | Argent | Bronze | Total |
| ---- | -------------------- | -- | ------ | ------ | ----- |
| 1    | Suisse               | 1  | 2      | 1      | 4     |
| 2    | Belgique             | 1  | 0      | 0      | 1     |
| 3    | Allemagne de l'Ouest | 0  | 0      | 1      | 1     |